# Arka (Zeitschrift)
Arka  (ukrainisch Арка) war eine Zeitschrift der ukrainischen Emigration für Literatur, Kunst und Kultur, die monatlich von Juli 1947 bis Mai 1948 in München erschien.

## Geschichte
Die Zeitschrift Arka war zunächst als Beiheft der Zeitung Ukrainische Tribüne geplant und wurde im Januar 1948 zu einer Ausgabe der Künstlerischen Ukrainischen Bewegung (MUR, Мистецький український рух). Die Künstlerische Ukrainische Bewegung war eine Organisation ukrainischer Künstler, die in den 1940er Jahren in DP-Lagern in Deutschland im Exil lebten.
Die Chefredakteure von Arka waren Wiktor Petrow und George Shevelov. Herausgeber der Zeitschrift war Wassyl Pasichniak. Die Redaktion bestand aus Jurij Kossatsch, Bohdan Nyschankiwskyj und Senon Tarnawskyj. Die grafische Gestaltung des Magazins übernahm Jacques Hnizdovsky. Der Name Arka (dt.: der Bogen) wurde als „ein Symbol für den Eintritt in die Weltkultur“ gewählt. Das Logo der Zeitschrift entwarf Hnizdovsky in Form eines stilisierten Bogens vom Zaborowsky-Tor, das damals den Eingang zur Sophienkathedrale in Kyjiw bildete und ein anschauliches Beispiel für die Architektur des ukrainischen Barock ist.
Der Redaktionssitz befand sich in München in der Dachauer Straße 9/II, Administration in Führichstraße 53/II. Die Zeitschrift wurde im R. Oldenbourg, Graphische Betriebe G.m.b.h. gedruckt. Die Genehmigung zur Veröffentlichung wurde von den amerikanischen Besatzungsbehörden in Bayern erteilt.
In Folge der wirtschaftlichen Situation im Zusammenhang mit der Währungsreform in Deutschland und wegen Umsiedlung von Ukrainern nach der Auflösung der DP-Lager wurde die Veröffentlichung von Arka im Jahr 1948 eingestellt.

## Inhalt
Auf den 48 Seiten der Zeitschrift Arka erschienen Belletristik, Rezensionen, Kunstkritik, philosophische und kulturelle Artikel. Im Gegensatz zu den Zeitschriften der damaligen Sowjetukraine, die einer strengen ideologischen Zensur unterlagen, konnte Arka die kulturelle Entwicklung der Ukraine objektiv beschreiben und analysieren.
In elf Ausgaben der Zeitschrift wurden die Werke von fast hundert Autoren veröffentlicht, darunter Bohdan-Ihor Antonytsch, Mykola Serow, Wolodymyr Swidsinskyj, Jewhen Malanjuk, Edward Kozak, Katrja Hrynewytsch, Jurij Klen, Leonid Mossends, Leonid Lyman, Oleksa Rosmaj, Oksana Ljaturynska, Jurij Janowskyj, Teodosij Osmatschka, Hanna Cherin, Andrij Harassewytsch, Jar Slawutytsch, Bohdan Nyschankiwskyj und Dokija Humenna.
Es erschienen Übersetzungen ins Ukrainische von Gedichten von Charles Baudelaire, Hugo von Hofmannsthal, Karel Jaromír Erben und Prosa von Hermann Hesse und André Gide.
Die Illustrationen umfassten Werke von Oleksa Nowakiwskyj, Alexander Archipenko, Swjatoslaw Hordynskyj, Mychajlo Schuk, sowie Weltklassiker wie Modigliani, Rodin, Botticelli und andere.